# Tebalo
Tebalo is een bestuurslaag in het regentschap Gresik van de provincie Oost-Java, Indonesië. Tebalo telt 2274 inwoners (volkstelling 2010).